# ليزلي كي
ليزلي كي (بالصينية: 紀嘉良؛ بالإنجليزية: Leslie Kee) هو مصور سنغافوري، ولد في 5 أبريل 1971 في سنغافورة.

## وصلات خارجية
- الموقع الرسمي
- ليزلي كي على موقع IMDb (الإنجليزية)
- ليزلي كي على موقع قاعدة بيانات الفيلم (الإنجليزية)